# Eugen Weidmann
Eugen Weidmann (Francoforte sul Meno, 5 febbraio 1908 – Versailles, 17 giugno 1939) è stato un criminale tedesco.

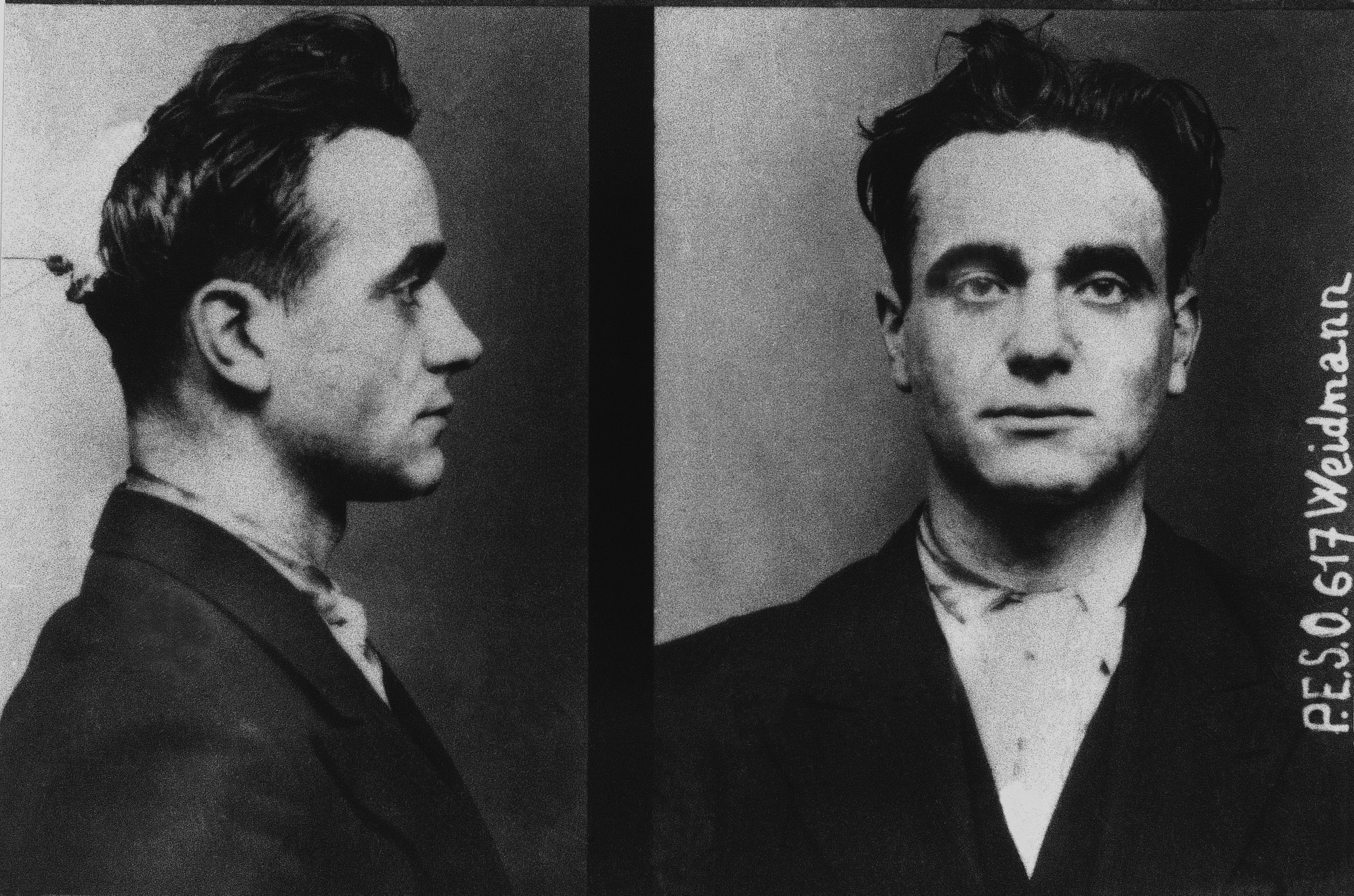
Eugen Weidmann

È stata l'ultima persona a subire un'esecuzione pubblica in Francia.

## Biografia
Weidmann nacque a Francoforte sul Meno, da una famiglia il cui padre era un uomo d'affari che si occupava di esportazioni, e ivi andò a scuola. Fu mandato a vivere con i suoi nonni allo scoppio della prima guerra mondiale; durante questo periodo iniziò a rubare. Successivamente, durante i suoi vent'anni, fu recluso in carcere per cinque anni con l'accusa di furto. Durante il periodo di prigionia Weidmann incontrò tre uomini che successivamente sarebbero stati i complici dei suoi crimini: Roger Million, Blanc e Fritz Frommer. Dopo essere stato rilasciato decise di lavorare insieme a loro per rapire un ricco turista in visita in Francia al fine di rubargli i soldi. Con questo scopo i quattro affittarono una villa a La Celle-Saint-Cloud, vicino a Parigi.
Il loro primo tentativo di rapimento si concluse con un fallimento, poiché la loro vittima lottò duramente, costringendoli a lasciarla andare. Il secondo tentativo, effettuato con una ballerina di New York in visita in Francia, Jean de Koven, fu invece fruttuoso; Weidmann la uccise e ne seppellì il corpo nel giardino della villa nel luglio del 1937. Il gruppo poi inviò l'amante di Million, Collette Tricot, a incassare i traveler's cheque della de Koven. Il 1º settembre dello stesso anno, Weidmann ingaggiò uno chauffeur di nome Joseph Couffy per condurlo in Costa Azzurra, dove gli sparò alla nuca e gli rubò l'auto. Il 17 ottobre 1937 Million e Weidmann combinarono un incontro con un giovane produttore teatrale, Roger Leblond, promettendogli di investire soldi in uno dei suoi spettacoli. Nel corso dell'incontro Weidmann gli sparò alla nuca e gli rubò il portafogli. Successivamente Weidmann sparò alla nuca anche a Raymond Lesobre, un agente immobiliare che gli stava mostrando un'abitazione, per poi rubargli auto e portafogli. Il 3 settembre 1937, nuovamente con Million, condusse con l'inganno Janine Keller, un'infermiera privata che sarebbe stata la sua quinta e ultima vittima, in una grotta con un'offerta di lavoro. Lì l'uccise e le rubò ciò che aveva con sé.
La polizia infine rintracciò Weidmann nella sua villa grazie a un biglietto da visita lasciato nell'ufficio di Lesobre e lo arrestò. L'uomo confessò tutti i suoi omicidi. Weidmann, Million, Blanc e Tricot furono giudicati nel marzo 1939, con Weidmann e Million condannati alla pena capitale, mentre Blanc fu condannato a 20 mesi e la Tricot assolta. La sentenza di Million venne poi commutata in ergastolo. Il 17 giugno 1939 Weidmann fu decapitato mediante ghigliottina a Versailles, appena fuori della prigione di Saint-Pierre. La morbosità con cui i mezzi di informazione documentarono le fasi dell'esecuzione causò indignazione anche al di fuori della Francia, e il "comportamento isterico" degli spettatori fu così scandaloso, che il Primo ministro Édouard Daladier bandì immediatamente tutte le future esecuzioni pubbliche. Le esecuzioni per mezzo della ghigliottina in Francia sono continuate privatamente, all'interno del carcere in cui il condannato era recluso, fino al 10 settembre 1977, quando Hamida Djandoubi è stata l'ultima persona giustiziata. Weidmann è stato sepolto nel cimitero dei Gonardi a Versailles.